# The Cut (publicación)
The Cut es una publicación en línea que, como parte de la revista New York, cubre una amplia gama de temas, como trabajo, dinero, sexo y relaciones, moda, salud mental, cultura pop, política y crianza de los hijos, con una lente específica para las mujeres.

## Historia
The Cut, que se lanzó en 2008 como un blog de moda, se convirtió en una publicación vertical independiente en 2012 y cambió su enfoque de la moda a una gama más amplia de temas. Stella Bugbee, quien lanzó el sitio como directora editorial en agosto de 2012, se convirtió en editora en jefe en 2017, el mismo año en que el sitio presentó un rediseño para dispositivos móviles y nuevas secciones: Estilo, Personalidad, Cultura y Poder.
En 2018, The Cut lanzó una tienda de camisetas en Amazon. The Cut se expandió al comercio electrónico con Cut Shop, una boutique digital que ofrece a los lectores recomendaciones de compras que abarcan moda, belleza, bienestar y productos para el hogar.
Desde 2018, The Cut ha tenido ediciones impresas de Moda de Primavera y Moda de Otoño que se publican en el reverso de la edición quincenal de la revista New York Magazine.
En 2019, la entonces empresa matriz de The Cut, New York Media, se fusionó con Vox Media.
En 2021, Lindsay Peoples se convirtió en la segunda editora en jefe de la publicación. Según Peoples, la misión del sitio es «ser lo que compartes en tus chats grupales, porque queremos ser esa comunidad. No estamos tratando de sermonear ni juzgar; solo queremos tener una conversación». Para satisfacer la demanda de publicidad y suscriptores, The Cut amplió su equipo editorial en 2024 para seguir aumentando su cobertura y su número de lectores. Las estrellas de portada de The Cut bajo el liderazgo de Peoples incluyen a Naomi Campbell, Simone Biles y las mujeres de Euphoria.

## Contenido

### Publicaciones destacadas
En 2015, The Cut publicó un artículo de portada de la revista New York Magazine escrito por Noreen Malone y que incluía entrevistas con 35 mujeres que habían acusado a Bill Cosby de agresión sexual. La imagen de portada y el portafolio de fotografías de Amanda Demme incluían retratos de todas las mujeres sentadas y una silla vacía para simbolizar a aquellas que no pudieron presentarse.
En 2018, The Cut publicó un ensayo de Moira Donegan en el que se reveló como la creadora de la lista «Shitty Media Men» que contenía acusaciones de mala conducta sexual por parte de hombres en el mundo de las revistas. Más tarde ese año, se publicó el ensayo de Lindsay Peoples «Everywhere and Nowhere», sobre los desafíos de ser una voz negra en la industria de la moda, que envió una «onda de ondas a través de la industria».
Un extracto del libro de E. Jean Carroll What Do We Need Men For? A Modest Proposal se publicó en The Cut y en la portada de la versión impresa de New York en 2019, donde compartió por primera vez su acusación de agresión sexual por parte del entonces presidente Donald Trump.
En 2022, The Cut publicó un paquete especial que destacó los recursos para acceder a un aborto en todo el país luego de que la Corte Suprema revocara el caso Roe v. Wade.
The Cut es conocido por varias columnas, incluidos los horóscopos semanales de Madame Clairevoyant; los relatos en «Sex Diaries»; y la serie «How I Get It Done», que destaca las rutinas de mujeres influyentes. The Cut ha publicado ensayos personales ampliamente leídos, entre ellos, el de Emily Gould sobre el Lure of Divorce («El atractivo del divorcio»), de Grazie Sophia Christie sobre The Case for Marrying an Older Man («El argumento para casarse con un hombre mayor»), y The Day I Put $50,000 in a Shoe Box and Handed It to a Stranger («El día que puse 50 000 dólares en una caja de zapatos y se la di a un extraño»), de Charlotte Cowles.
En 2023, el pódcast Where Should We Begin? de Esther Perel se unió a New York.

### Adaptaciones cinematográficas y televisivas
La historia de 2015 «The Hustlers at Scores» se lanzó como el éxito de taquilla de 2019 Estafadoras de Wall Street. La historia de mayo de 2018 Maybe She Had So Much Money She Just Lost Track of It («Tal vez tenía tanto dinero que simplemente perdió la noción del mismo») narró el ascenso de Anna Delvey y se convirtió en la base de la serie limitada de Netflix Inventing Anna. En noviembre de 2018, The Cut publicó «The Watcher», que luego fue adaptada a una serie limitada de Netflix del mismo nombre, creada por Ryan Murphy. La columna «Diarios sexuales» de The Cut, que comenzó en 2007 y pide a habitantes anónimos de la ciudad que registren una semana de su vida sexual, fue la base de una docuserie de 2022 en HBO.

## Premios
En 2015, el artículo de portada de la revista New York Magazine sobre las acusadoras de Bill Cosby, que se publicó en The Cut, ganó el premio George Polk de periodismo de revista. En 2017, Lindsay Peoples ganó un premio ASME Next por su trabajo como editora en The Cut. En 2018, The Cut fue nombrado Sitio web del año en la «Publishing Hot List» de Adweek y fue parte de la presentación de Nueva York para su Premio Nacional de Revistas de 2018 al Mejor Sitio web. Rebecca Traister, escritora de The Cut y de New York, también ganó ese año el Premio Nacional de Revistas por Columnas y Comentarios. The Cut on Tuesdays, su primer pódcast, ganó el premio Gracie 2020 al mejor pódcast (estilo de vida) y, en 2022, Peoples fue homenajeada con el premio Pratt Fashion Visionary Award. En 2023, Peoples y el escritor Morgan Jerkins aceptaron el Premio Nacional de Revistas por Edición de un Solo Tema por el paquete «Diez años después de Trayvon Martin».